# Eva Yerbabuena

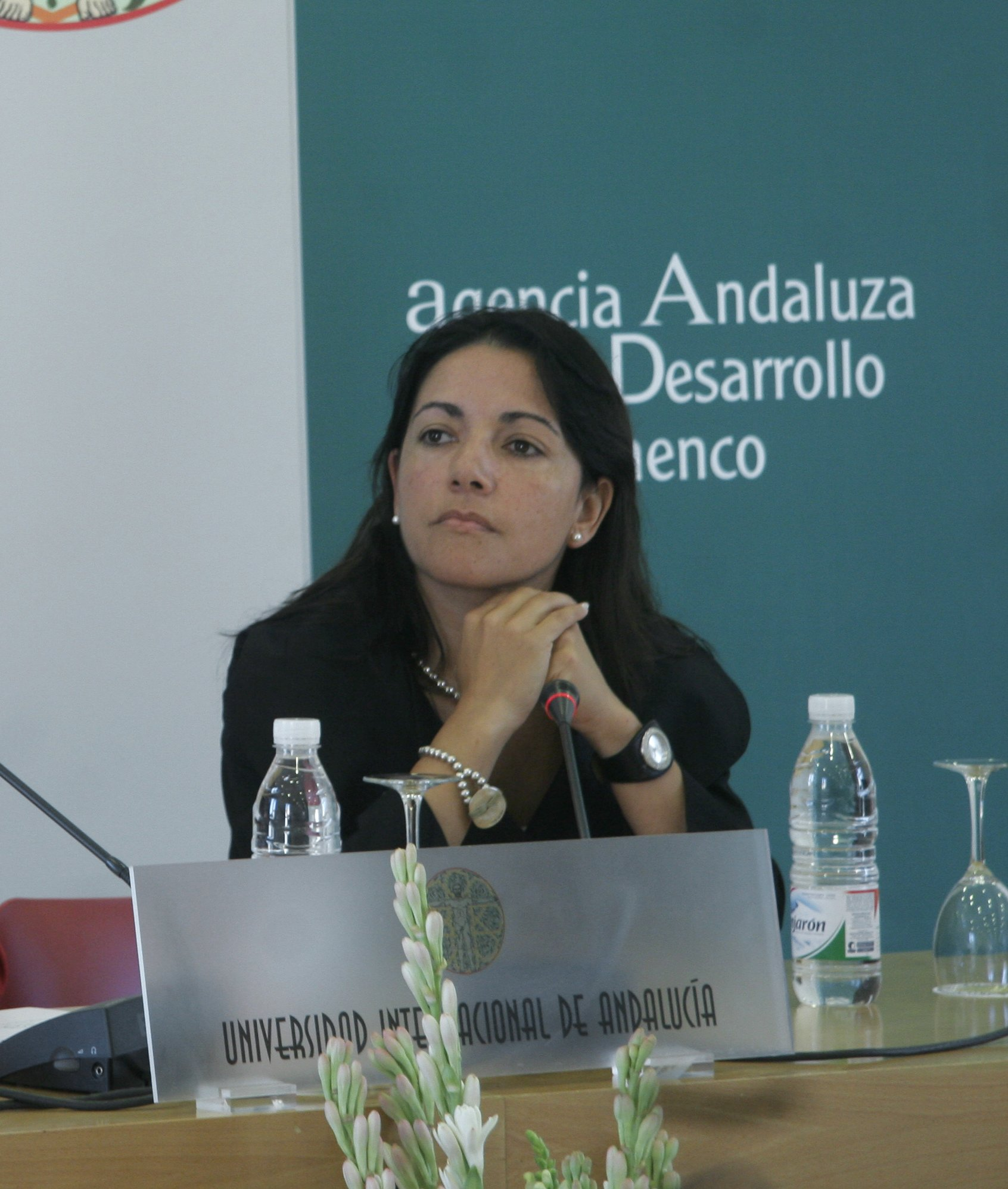
Eva la Yerbabuena en 2007

Eva María Garrido García (Fráncfort, 1970), conocida como Eva Yerbabuena, es una bailaora de flamenco y coreógrafa española. En 2022, fue reconocida como Académica de Honor de la Academia de las Artes Escénicas de España.

## Biografía
Hija de emigrantes andaluces, Eva María Garrido nació en 1970 en Fráncfort, pero poco después fue llevada al pueblo granadino de Ogíjares, donde la criaron sus abuelos hasta que cumplió diez años. A los doce, comenzó a bailar con Enrique "El Canastero", Angustillas "La Mona" y Mario Maya. Su nombre artístico se lo puso el luthier Francisco Manuel Díaz, en referencia a Frasquito Yerbabuena.
Está casada con el guitarrista Paco Jarana, quien participa en sus espectáculos como músico y compositor. La pareja tiene dos hijas.

## Trayectoria
En 1985, comenzó a trabajar en la compañía de Rafael Aguilar para el espectáculo Diquela de la Alhambra. En 1987, se unió a la compañía de Paco Moyano, con la que realizó Ausencia, A tomar café y De leyenda.
En la década de 1990, formó parte del cuerpo de baile en La fuerza del destino, de Javier Latorre, y en una puesta de El amor brujo hecha por Manolete. Participó también en Mujeres, de Merche Esmeralda y trabajó con Joaquín Cortés en Jóvenes flamencos.
En 1997, creó la coreografía del espectáculo La garra y el ángel.
En 1998, actuó en el City Center de Nueva York y en el Teatro Real de Madrid como artista invitada del Ballet Nacional de España, interpretando A mi niña Manuela. Ese mismo año creó su propia compañía, Eva Yerbabuena Ballet Flamenco, con la que se presentó en la X Bienal de Flamenco de Sevilla para estrenar su primer montaje, Eva. Además, compartió cartel con Mijaíl Barýshnikov en Wuppertal con motivo del 25º aniversario de su compañía, y es aquí cuando tiene la oportunidad compartir escenario junto a Marie-Claude Pietragalla, Ana Laguna y Sylvie Guillem.
En 2000, estrenó 5 mujeres 5 en el teatro Lope de Vega de Sevilla, durante la XI Bienal de Flamenco. Fue la primera obra "con argumento" que coreografió y también la primera en la que recurrió a un director de escena, Hansel Cereza, de La Fura dels Baus.
En 2002, participó de la segunda edición del Flamenco Festival, realizada en Nueva York. En octubre de ese año, estrenó La voz del silencio en la XII Bienal de Flamenco. El espectáculo, dirigido por Cereza, combinaba la poesía de Pablo Neruda y Luis Cernuda con la música y el baile flamenco.

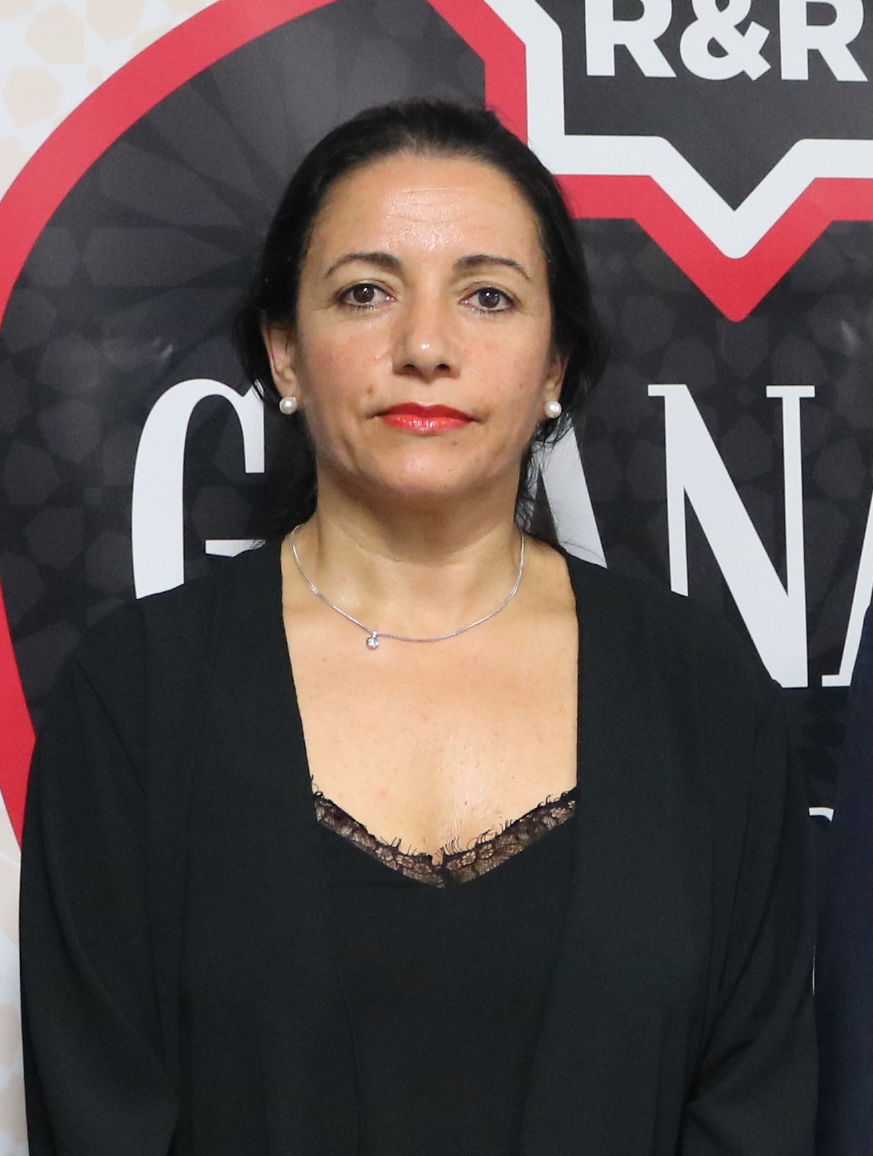
Fotografiada en Tokio en septiembre de 2017

En 2004, también en el marco de la Bienal de Flamenco de Sevilla, estrenó su cuarto espectáculo A cuatro voces.
En 2005, participó en el festival Fall for Dance de Nueva York.
A principios de 2006, realizó una extensa gira por Asia y Oceanía, durante la que actuó en teatros de Hong Kong, Tokio y Nueva Zelanda. En octubre de ese mismo año, presentó El huso de la memoria en la XIV Bienal de Flamenco. La obra también formó parte del festival de flamenco de Londres en 2007. Yerbabuena volvió a participar en ese festival en 2009, con Lluvia, y con ¡Ay! en 2013.
En 2016, estrenó Apariencias en el Festival de Jerez.
Eva Yerbabuena también ha realizado trabajos en cine. En 1997, participó en el documental Flamenco Women, dirigido por Mike Figgis y, en 2001, en la película Hotel, del mismo director.

## Premios y reconocimientos
- 1999, 2000, 2001: Premio Flamenco Hoy a mejor bailaora, otorgado por la Crítica Nacional de Flamenco
- 2000: Premio Flamenco Hoy a Mejor Compañía
- 2000: Premio El Público de Canal Sur a Revelación.[17]
- 2001: Premio Nacional de Danza.[18][19]
- 2002: Premio Giraldillo a Mejor Bailaora.[20]
- 2003: Premio Time Out
- 2005: Premios Max a Mejor Intérprete de Danza y Mejor Espectáculo de Danza por Eva, a cal y canto[21]
- 2007: Medalla de Andalucía[22]
- 2008/2009: Premio Compás del Cante, otorgado por la Federación Cruz Campo.[23]
- 2017: Medalla de Oro al Mérito en las Bellas Artes.[24]
- 2019: Premio Max de las Artes Escénicas en la categoría Mejor intérprete femenina de Danza por Cuentos de azúcar.[25]
- 2022:  Académica de Honor de la Academia de las Artes Escénicas de España.[1]
- 2025: Premio Olivier[26]